# 補陀洛寺 (鎌倉市)
補陀洛寺（ふだらくじ）は、神奈川県鎌倉市材木座に所在する真言宗大覚寺派の寺院。山号は南向山。創建は養和元年（1181年）で、開山は文覚上人。開基は源頼朝。本尊は十一面観音菩薩。たびたび竜巻に襲われているため、別名｢竜巻寺｣とも。鎌倉三十三観音霊場第17番札所。

## 歴史
源頼朝の祈願所として建立された。もと京都仁和寺の末寺で、その後鎌倉市手広の青蓮寺の末寺だったが、現在は京都大覚寺の末寺となっている。本尊の十一面観音立像（平安時代）、薬師如来及び両脇侍像（中尊は行基、脇侍は運慶作との伝があるが、江戸時代の作とも）など多くの仏像が安置されており、明治元年に寺が火災で建物は全半壊した際、これらの仏像類が全て無事であったという記録も残っている。

## 文化財
- 木造十一面観音立像 - 平安時代[4]
- 木造不動明王坐像 - 江戸時代
- 木造薬師如来及び両脇侍（日光菩薩・月光菩薩）像 - 江戸時代(伝鎌倉時代以前)
- 木造地蔵菩薩坐像（踏み下げ像） - 室町時代
- 木造弘法大師（秘鍵大師）坐像 - 南北朝時代
- 伝文覚上人裸形像
- 平宗盛の赤旗 - 平安時代（後期）

## アクセス
- 江ノ電和田塚駅より徒歩17分
- 京浜急行バス鎌倉発逗子駅行き鎌40系統、鎌倉発小坪行き鎌41系統材木座バス停より徒歩2分
- 駐車場なし

## 関連文献
- 「山之内庄材木座村補陀洛寺」『大日本地誌大系』 第40巻新編相模国風土記稿5巻之95村里部鎌倉郡巻之27、雄山閣、1932年8月、32頁。NDLJP:1179240/23。